# Phaolô Giuse Phạm Đình Tụng
Phaolô Giuse Phạm Đình Tụng (psáno také Paul Joseph Phạm Đình Tụng nebo Paul Joseph Pham Dinh Tung) (15. června 1919 Yên Mô – 22. února 2009 Hanoj) byl vietnamský římskokatolický kněz, arcibiskup Hanoje, kardinál.

## Kněz a biskup
Studoval v semináři v Hanoji, kde také přijal kněžské svěcení 6. června 1949. V dubnu 1963 byl jmenován biskupem v Bắc Ninh, biskupské svěcení obdržel 15. srpna téhož roku. Následujících 27 let – až do roku 1990 – strávil v domácím vězení. V červnu 1990 ho papež Jan Pavel II. jmenoval apoštolským administrátorem sede vacante et ad nutum Sanctae Sedis v Hanoji a v březnu 1994 arcibiskupem arcidiecéze Hanoj. Stal se rovněž předsedou Vietnamské biskupské konference.

## Kardinál
Při konzistoři 26. listopadu 1996 ho Jan Pavel II. jmenoval kardinálem. Z funkce arcibiskupa Hanoje byl uvolněn v únoru 2005.